# Vladimir Trofimenko
Vladimir Trofimenko (en russe : Владимир Трофименко), né le 22 mars 1953 à Syzran, en RSFS de Russie (Union soviétique) et mort en 1994, est un athlète russe ayant représenté l'URSS dans l'épreuve du saut à la perche.

## Biographie
Troisième des Championnats du monde universitaires 1977, il se classe deuxième des Championnats d'Europe en salle 1978 (5,40 m) derrière le Polonais Tadeusz Slusarski (5,45 m). Plus tard dans la saison, il remporte le titre des Championnats d'Europe de Prague avec une barre à 5,55 m, devançant finalement les Finlandais Antti Kalliomäki et Rauli Pudas. L'année suivante, le Soviétique prend la troisième place des Championnats d'Europe en salle de Vienne.
Ses records personnels sont de 5,61 m en plein air (Vilnius, 1978) et 5,45 m en salle (Vienne, 1979).

## Palmarès
| Date | Compétition                    | Lieu   | Place |
| ---- | ------------------------------ | ------ | ----- |
| 1977 | Universiade                    | Sofia  | 3e    |
| 1978 | Championnats d'Europe en salle | Milan  | 2e    |
| 1978 | Championnats d'Europe          | Prague | 1er   |
| 1979 | Championnats d'Europe en salle | Vienne | 3e    |